# Бадер, Халеб Мусса Абдалла
Халеб Мусса Абдалла Бадер (араб. غالب موسى عبد الله بدر‎; род. 22 июля 1951, Хирбех, Иордания) — иорданский прелат и ватиканский дипломат. Архиепископ Алжира с 24 мая 2008 по 23 мая 2015. Титулярный архиепископ Мафары Нумидийской с 23 мая 2015. Апостольский нунций в Пакистане с 23 мая 2015 по 24 августа 2017. Апостольский нунций в Доминиканской Республике а апостольский делегат в Пуэрто-Рико с 24 августа 2017 по 15 февраля 2023.